# Kościół św. Mikołaja Biskupa w Cielętach
Kościół pw. św. Mikołaja Biskupa – parafia rzymskokatolicka w diecezji toruńskiej, w dekanacie Brodnica, z siedzibą w Cielętach (woj. kujawsko-pomorskie). 

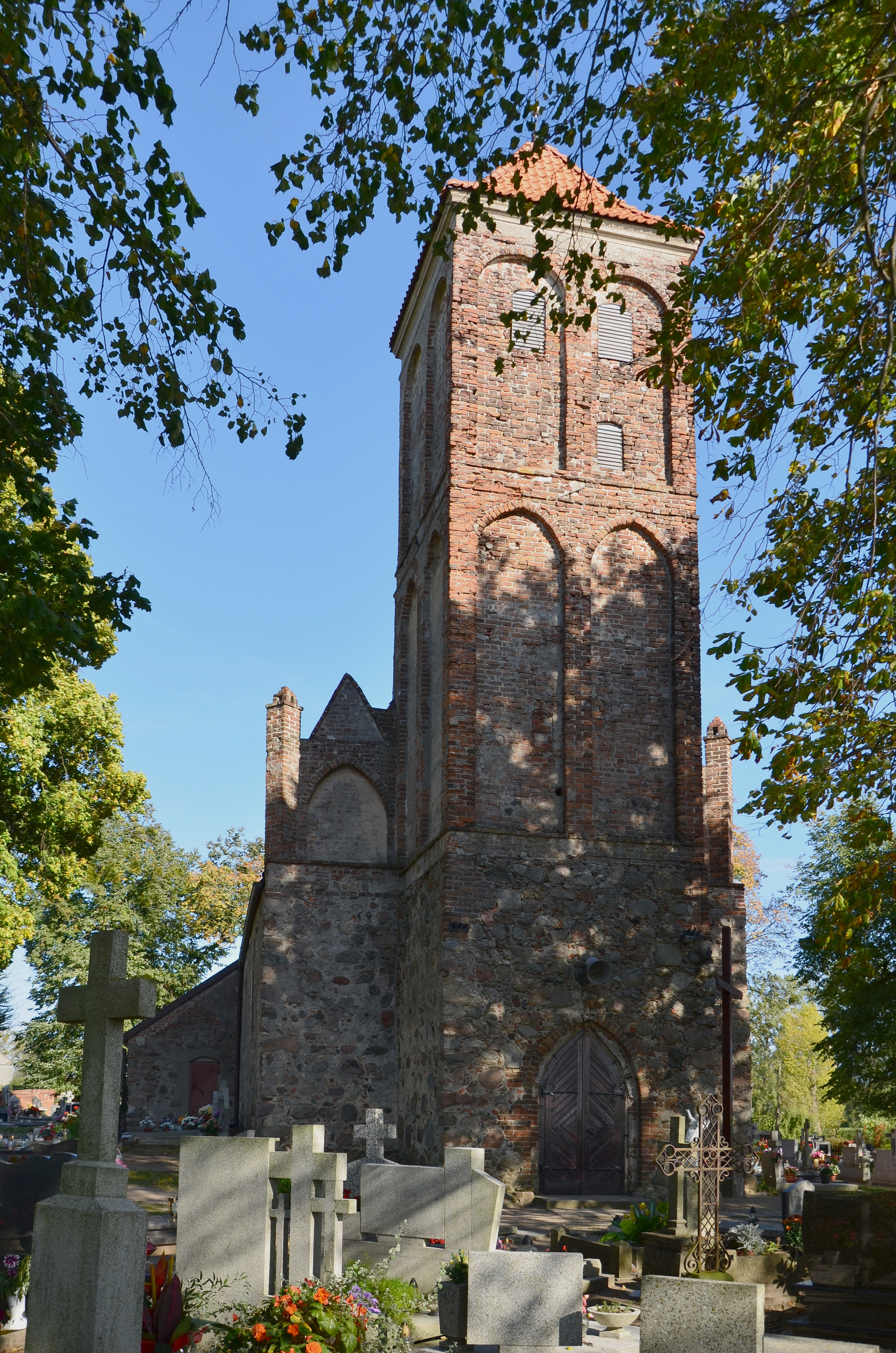
Wieża kościelna

## Historia
Parafia została założona w pierwszej połowie XIV wieku, wówczas najprawdopodobniej wybudowano kościół, który wzmiankowany jest w 1414 roku. Wieża nadbudowana w okresie późniejszym. Odnawiany w roku 1921. Do 1824 roku wchodził w skład diecezji płockiej jako filialny parafii w Szczuce. Do parafii pw. św. Mikołaja należy 965 katolików zamieszkujących następujące wsie: Belfort (3 km), Igliczyzna (5 km), Koziary (4 km), Nowe Świerczyny (3 km), Stare Świerczyny (2 km). Odpusty, które odbywają się w parafii pw. św. Mikołaja, to: 6 grudnia, w dniu św. Mikołaja i w dniu Trójcy Świętej – pierwsza niedziela po Zielonych Świątkach.

## Architektura
Kościół pw. św. Mikołaja budowany na styl gotycki orientowany, murowany z kamienia polnego. Dwie górne kondygnacje wieży i szczyty wzniesiono z czerwonej cegły. Obiekt został częściowo otynkowany. Korpus założony na planie prostokąta z kwadratową, trójkondygnacyjną wieżą od zachodu i zakrystią przy północno-wschodnim narożniku. Otwory okienne zamknięte półkoliście, ujęte zostały w opaski z kluczami. Szczyt wschodni dwustrefowy, oddzielony jest odsadzką. W dolnej części zamurowane okno, w górnej części trójlistne podziały wertykalne wyznaczają pięć ostrołukowych blend zwieńczonych sterczyną. Wieża w pierwszej kondygnacji jest kamienna z ostrołukowym portalem. Wyższe kondygnacje wieży posiadają dekoracje ze zdwojonych blend ostrołukowych (1 piętro) i zamkniętym łukiem odcinkowym (2 piętro). Szczyt zachodni wtopiony jest w wieżę, z ostrołukowymi blendami i ustawionymi pod kątem narożnymi sterczynami. Wnętrze kościoła salowe, trójprzęsłowe o zaokrąglonych narożach wschodnich nakryte jest stropem płaskim. Wejście do zakrystii zamknięto odcinkowo z uskokiem, a wejście pod wieżę ostrołukowo. Chór muzyczny murowany w XVIII wieku, podsklepiony łukiem krzyżowo-żebrowym.
Korpus kościoła kryty dachem dwuspadowym, wieża dachem namiotowym z chorągiewką z datą „1701” i literami „WMCC” oraz herbem (dachówka ceramiczna).

### Wyposażenie kościoła
- ołtarz główny
- dwa ołtarze boczne otynkowane w 1962 roku

W lewym ołtarzu bocznym umieszczony jest obraz „Zwiastowanie” z pierwszej połowy XVIII wieku, podobnie jak mensa oraz obraz św. Mikołaja w prawym ołtarzu bocznym. Rokokowa ambona i chrzcielnica pochodzą z drugiej połowy XVIII wieku. Granitowa kropielnica zapewne średniowieczna.

### Zabytkowe przedmioty
- XIX-wieczny feretron
- owalny obraz św. Jana Chrzciciela z XVIII wieku
- promienista monstrancja eucharystyczna, rokokowa z klasycystyczną stopą z drugiej połowy XVIII wieku
- dwie rokokowe latarnie procesyjne z drugiej połowy XVIII wieku
- sześć XVIII-wiecznych cynkowych lichtarzy